# Oliana
Oliana là một đô thị trong ‘‘comarca’’ Alt Urgell, tỉnh Lleida, Catalonia, Tây Ban Nha.

## Biến động dân số
| 1900 | 1930 | 1950 | 1970 | 1986 | 2005 |
| ---- | ---- | ---- | ---- | ---- | ---- |
| 986  | 1038 | 1793 | 1793 | 2075 | 1932 |